# Aplocera erubescens
Aplocera erubescens är en fjärilsart som beskrevs av Otto Staudinger 1892. Aplocera erubescens ingår i släktet Aplocera och familjen mätare. Inga underarter finns listade i Catalogue of Life.